# Dicentrines adspersus
Dicentrines adspersus är en skalbaggsart som beskrevs av Johann Christoph Friedrich Klug 1832. Dicentrines adspersus ingår i släktet Dicentrines och familjen Melolonthidae. Inga underarter finns listade i Catalogue of Life.